# Polygala galeottii
Polygala galeottii är en jungfrulinsväxtart som beskrevs av Chod.. Polygala galeottii ingår i släktet jungfrulinssläktet, och familjen jungfrulinsväxter. Inga underarter finns listade i Catalogue of Life.